# Riestedt
Riestedt is een plaats in de Duitse deelstaat Saksen-Anhalt en maakt sinds 1 december 2005 deel uit van de stad Sangerhausen in de Landkreis Mansfeld-Südharz.
Riestedt telt 1.545 inwoners.